# Капорін Віталій Сергійович
Віталій Сергійович Капорін (1998—2024) — молодший сержант Національної гвардії України, учасник російсько-української війни. Герой України (2025, посмертно).

## Життєпис
Народився 4 лютого 1998 року в селі Межиріч Павлоградського району Дніпропетровської області. 
Під час повномасштабного російського вторгнення проходив службу у 31-й бригаді Національної гвардії. Брав участь у деокупації Харківської області. Також воював у Серебрянському лісі, неподалік міста Кремінна. Під час служби переніс отруєння невідомою речовиною та 3 поранення.
Загинув 1 травня 2024 року під час штурму російських позиції.

## Нагороди
- звання Герой України з удостоєнням ордена Золота Зірка (26 лютого 2025, посмертно) — за особисту мужність і героїзм, виявлені у захисті державного суверенітету та територіальної цілісності України, самовіддане служіння Українському народові[1].
- Медаль «Захиснику Вітчизни» (30 квітня 2023) — за особисту мужність і самовідданість, виявлені у захисті державного суверенітету та територіальної цілісності України, сумлінне і бездоганне служіння Українському народові[2].
- Медаль «За військову службу Україні» (17 травня 2024, посмертно) — за особисту мужність і самовідданість, виявлені у захисті державного суверенітету та територіальної цілісності України, сумлінне і бездоганне служіння Українському народові[3].